# Debye (Mondkrater)
Debye ist ein Einschlagkrater auf der Mondrückseite.
Der Krater Debye liegt im Norden der erdabgewandten Seite, östlich des größeren Kraters D’Alembert. In nördlicher Richtung trifft man auf Chappell, im Süden ragt Perkin in den Krater hinein.
Der von vielen Einschlägen gezeichnete Krater ist sehr alt, seine Entstehungszeit fällt in die pränektarische Periode.
Debye hat drei Nebenkrater:
| Buchstabe | Position            | Durchmesser | Link |
| --------- | ------------------- | ----------- | ---- |
| E         | 50,11° N, 170,83° W | 41 km       |      |
| J         | 48,18° N, 172,57° W | 29 km       |      |
| Q         | 47,43° N, 179,14° W | 27 km       |      |

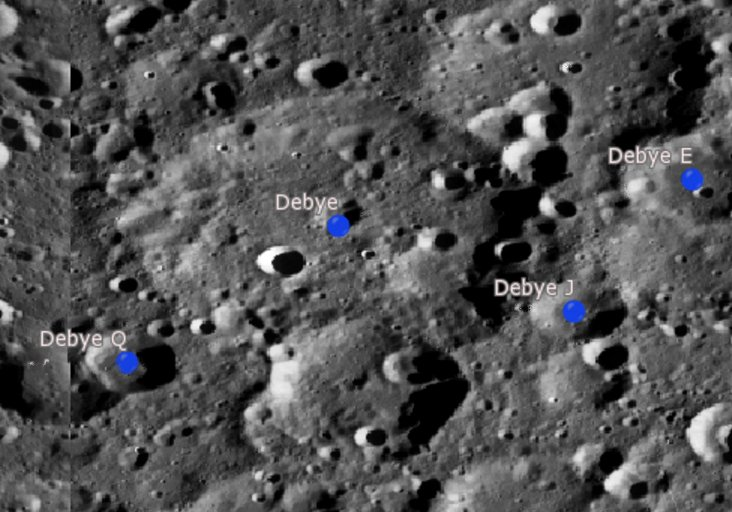
Debye mit seinen Nebenkratern

Der Krater wurde 1970 von der IAU offiziell nach dem niederländischen Physiker und Chemiker Peter Debye benannt.